# Vangelo della moglie di Gesù

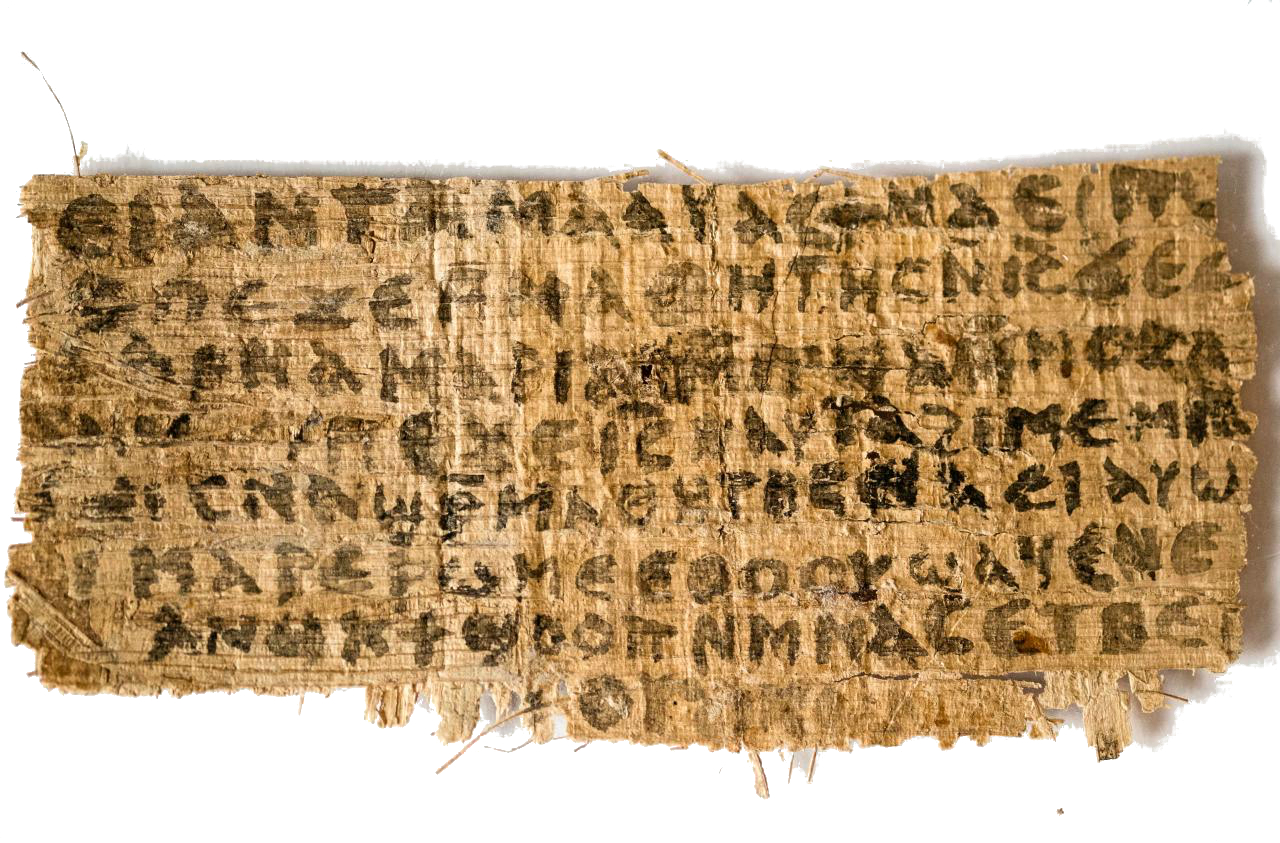
Vangelo della moglie di Gesù

Il Vangelo della moglie di Gesù è il testo contenuto in un frammento di un papiro antico, che riporta un brano in copto che include le parole: «Gesù ha detto loro: Mia moglie» e poco sotto «lei sarà in grado di essere mia discepola».
Inizialmente creduto risalente al V/VIII secolo e parte di testo antico facente riferimento alla moglie di Gesù, sarebbe stato riconosciuto come un falso.

## Provenienza
Il frammento di papiro proviene da una collezione privata e sarebbe stato scoperto nel 1997 in una raccolta di papiri; era stato acquistato da un precedente proprietario tedesco, che lo aveva reperito sul mercato antiquario e che non ha mai dichiarato la propria identità.
Il frammento è stato sottoposto ad un test di datazione con il carbonio condotto da Noreen Tuross di Harvard che ha prodotto come datazione stimata il 741 ; sarebbe quindi una copia di ciò che si pensa essere «un vangelo scritto in greco, probabilmente nella seconda metà del II secolo». La professoressa Karen Leigh King (che ha pubblicato il papiro) e la sua collega Anne-Marie Luijendijk lo hanno chiamato Vangelo della moglie di Gesù per attribuirgli un nome mnemonico.
Secondo King la scoperta «fornisce la prova che fra i primi cristiani alcuni credevano che Gesù fosse sposato», anche se il frammento non fornisce «la prova che Gesù, in quanto persona storica, sia stato effettivamente sposato».
King afferma anche che «c'era già nel secondo secolo una tradizione legata al dibattito se i cristiani dovessero sposarsi e avere rapporti sessuali». Inoltre, il frammento documenta l'esistenza di controversie nei primi secoli del cristianesimo sul discepolato e sull'assegnazione di ruoli di guida a figure femminili.
L'esistenza del frammento è stata rivelata il 18 settembre 2012 a Roma, nel corso X Congresso Internazionale di Studi Copti presieduto dal professor Alberto Camplani, in occasione di una sessione che si teneva presso l'Istituto Patristico Augustinianum.
«Il documento aveva con sé una nota a mano che parlava di un professore di egittologia a Berlino, ora deceduto, il quale lo indicava come il solo esempio di un testo in cui Gesù parlasse di una moglie», afferma King.

## Il dibattito scientifico sul frammento
A seguito della rivelazione di King (riportata con toni talora sensazionalistici da parte della stampa) si è aperto un ampio dibattito scientifico sull'autenticità e sulla portata probatoria del frammento.
Due papirologi, Roger Bagnall dell'Istituto per lo studio del mondo antico presso la New York University e Anne-Marie Luijendijk, professore associato di religione alla Princeton University, hanno analizzato il frammento e affermato che è probabilmente autentico e sarebbe stato quasi impossibile falsificarlo. Dello stesso parere Ariel Shisha-Halevy dell'Hebrew University Department of Linguistics.
Altri esperti, fra cui Stephen Emmel, Tito Orlandi e Paola Buzi - basandosi sulla fotografia apparsa sui giornali e riservandosi un giudizio più circostanziato - avevano in un primo tempo espresso dubbi sull'autenticità del papiro, in primo luogo perché sarebbe dissimile dai papiri copti del IV secolo conosciuti e poi perché proviene non da un ritrovamento archeologico, ma dal mercato antiquario.
Alberto Camplani, pur accettando una possibile autenticità del frammento - risultando dunque probabile che sia il papiro che l'inchiostro risalgano ad un periodo compreso fra il VI ed il IX secolo - asserisce che esso non fornirebbe una prova di un dibattito antico sul celibato di Gesù né tantomeno sul celibato stesso: esso sarebbe piuttosto da inquadrare nel tentativo gnostico di dare dignità al matrimonio oppure l'espressione enfatizzerebbe il legame di familiarità tra Cristo e i suoi discepoli; in ogni caso, esso proverrebbe da fonti pressoché prive di qualsiasi autorevolezza. Inoltre, secondo Camplani il valore del papiro potrebbe essere modesto se gli studi accertassero che è un testo nuovo, ottenuto assemblando versetti evangelici diversi.
Nel 2014 Christian Askeland, uno specialista della lingua copta attivo presso l'Indiana Wesleyan University, ha proclamato la falsità del frammento, rivelando che lo stesso è stato scritto dalla stessa persona, con lo stesso inchiostro e con lo stesso strumento con i quali è stato realizzato il frammento del Vangelo di Giovanni di cui pure King è entrata in possesso
Nel 2015 anche Joel S. Baden, professor of Old Testament presso la Yale Divinity School, e Candida Moss, professor of New Testament and early Christianity presso la University of Notre Dame, hanno ritenuto il frammento un falso, dato che è certamente tale anche il frammento del Vangelo di Giovanni proveniente dallo stesso proprietario.
Alcuni rilevano un legame tra il contenuto del frammento di papiro ed il principale tema alla base della trama de Il codice da Vinci, romanzo del 2003 scritto dall'autore Dan Brown, secondo il quale Gesù sarebbe stato sposato e la sua discendenza avrebbe dato luogo alla stirpe del Santo Graal. Tuttavia, King ha respinto l'ipotesi che il ritrovamento abbia comprovato le teorie che Brown aveva ripreso e che erano state introdotte con le pubblicazioni The Jesus Scroll (1972) e Il Santo Graal (1982).

## L'ammissione della probabile falsità del frammento
Nel corso dell'estate 2016, in corrispondenza di un nuovo Convegno Copto, posta sotto pressione da studi emersi nel corso dell'anno precedente - che dimostravano un complessivo dissenso della comunità scientifica nei confronti dell'autenticità del frammento - e da un'indagine giornalistica, la professoressa King ha ammesso che si trattava di un falso moderno, realizzato probabilmente da un controverso imprenditore tedesco-americano che aveva studiato egittologia in gioventù, e che aveva i mezzi e le conoscenze per fabbricare un falso verosimile.
La professoressa King a seguito di questa vicenda, non si è presentata al nuovo Convegno, tenutosi a Claremont (California) a fine luglio 2016.